# Рубен, Бернгард Савельевич
Бернга́рд Савельевич Рубе́н — российский писатель, член Союза писателей Москвы, член Союза журналистов Москвы.

## Биография
Бернгард Савельевич Рубен родился 17 января 1926 года в городе Ленинграде (сейчас Санкт-Петербург). Отец — Савелий Владимирович Рубен, киносценарист и театральный драматург (1900—1954). Мать — Розалия Соломоновна Рубен-Заборова (1902—1958).
Б. С. Рубен был кадровым офицером, прослужил в Советской армии 27 лет.
На военную службу был призван в ноябре 1943 года во время Великой Отечественной войны и направлен в Московское стрелково-минометное училище. Окончил училище в 1945 году, незадолго до Победы. На фронте не был. Участвовал в разминировании территорий, бывших под вражеской оккупацией, где происходили ожесточенные бои (разминирование законодательно приравнено к боевым действиям). В течение службы командовал взводом, минометной батареей, был корреспондентом и ответственным секретарем дивизионной газеты, замполитом мотострелкового батальона, пропагандистом полка. Завершил службу на Крайнем Севере в 1970 году.
В 1952 году окончил Московский государственный университет им. Ломоносова, факультет русского языка и литературы (заочное отделение).
Государственные награды: медали «За боевые заслуги», «За победу над Германией в Великой Отечественной войне 1941—1945 гг.», «За трудовое отличие», «Ветеран Вооруженных Сил» (всего 20 наград).
Печататься начал с 1960 года, когда была опубликована первая армейская повесть «След войны», одобренная писателем-фронтовиком Эм. Казакевичем.
Скончался Б. С. Рубен 18 ноября 2022 года.

## Семья
Жена — Раиса Моисеевна Рубен, родилась в 1947 г. По образованию — филолог. Преподавала в ВУЗе, работала журналистом и библиотекарем. Помогала Б. С. Рубену в его работе.

## Публикации
Публиковался
- В газетах — «Красная звезда», «Красный воин» (рассказы и очерки), «Литературная газета»;
- В журналах — «Север», «Нева», «Кольцо-А», «Дружба народов» (рассказы и повести);

### Изданы книги
- След войны. Повесть. — М.: Военное издательство Министерства обороны Союза ССР, 1960;
- После войны. Повесть. — М.: Военное издательство Министерства обороны Союза ССР, 1963;
- След войны. Повести. — Петрозаводск: Издательство «Карелия», 1970;
- Знойный день в Заполярье. Повести. — М.: Воениздат, 1974;
- Тяжело в учении… — М.: Сов. Россия, 1982. — (Писатель и время);
- Армейские повести. — М.: Сов. Россия, 1988;
- Давние рассказы. — М.: Группа ЭРКО, 1997;
- Алиби Михаила Зощенко. Повествование с документами. — М.: Аграф, 2001;
- Двое на холсте памяти: роман, рассказы. — М.: Аграф, 2006;
- Зощенко. — М.: Молодая гвардия, 2006. — (Жизнь замечательных людей: Сер. биогр.; Вып. 975);
- Казакевич. — М.: Аграф, 2013;
- Времена и темы. Записки литератора. — М.: Время, 2015.

### Составитель сборников
- Воспоминания о Э. Казакевиче. Сборник./ Составители Г. О. Казакевич. Б. С. Рубен — М.: Советский писатель, 1979;
- Зощенко М. М. Социальная грусть. Избранные произведения./ Сост., вступ. ст., эссе, комментарии Б. С. Рубена. — М.: Школа-Пресс, 1996.